# Cazoulès
Cazoulès – miejscowość i gmina we Francji, w regionie Nowa Akwitania, w departamencie Dordogne.
Według danych na rok 1990 gminę zamieszkiwało 397 osób, a gęstość zaludnienia wynosiła 113 osób/km² (wśród 2290 gmin Akwitanii Cazoulès plasuje się na 794. miejscu pod względem liczby ludności, natomiast pod względem powierzchni na miejscu 1512.).